# ويل كامينغز
ويل كامينغز (بالإنجليزية: Will Cummings)‏ مواليد 7 أكتوبر 1992، هو لاعب كرة سلة أمريكي. بدأ مسيرته الاحترافية في سنة 2015. يحمل الرقم 12. يبلغ طوله 6 قدم 2 بوصة (1.9 م). لعب مع أكويلا باسكت ترينتو في ليغا باسكيت الدرجة الأولى ونادي أريس لكرة السلة في الدوري اليوناني لكرة السلة.

## روابط خارجية
- ويل كامينغز على موقع سبورتس رفرنس (الإنجليزية)
- ويل كامينغز على موقع كرة السلة الأوروبية.كوم (الإنجليزية)
- ويل كامينغز على موقع DraftExpress.com (الإنجليزية)
- ويل كامينغز على موقع إي إس بي إن.كوم (الإنجليزية)
- ويل كامينغز على موقع كلية كرة السلة في سبورتس رفرنس.كوم (الإنجليزية)
- ويل كامينغز على موقع ريلجم (الإنجليزية)
- ويل كامينغز على موقع بروبوليرز (الإنجليزية)
- ويل كامينغز على موقع سبورتس رفرنس (الإنجليزية)
- ويل كامينغز على موقع سبورتس رفرنس (الإنجليزية)